# Martes de Carnaval (teatro)
Martes de Carnaval es una trilogía teatral escrita por Valle Inclán y publicada en 1930. Se compone de Las galas del difunto, La hija del Capitán y Los cuernos de Don Friolera. Por el contenido descriptivo de sus acotaciones y el empleo del lenguaje en los diálogos y acciones esta trilogía se ha considerado como una de las piezas de pleno desarrollo del modo del esperpento.

## Cronología
Si bien las obras aparecieron bajo este título en 1930 todas ellas habían sido publicadas con anterioridad. Los cuernos de don Friolera en 1921, La hija del capitán en 1927 y Las galas del difunto en 1926. La unidad del conjunto reside en las referencias al estamento militar y al concepto del honor.

## Estilo
El esperpento utilizado por Valle Inclán, más que un género literario, es una nueva forma de ver el mundo, ya que deforma y distorsiona sistemáticamente la realidad, para presentarnos la imagen real que se oculta tras ella. para ello utiliza:
- La parodia, humaniza objetos y animales, cosifica humanos.
- Los personajes carecen de humanidad y se presentan como marionetas.
- Las obras de Martes de Carnaval ofrecen una visión de la sociedad que se encontraba en el caos político, con la intención siempre de criticarla.
- El lenguaje es coloquial, son personajes del mundo corriente. Es un constante movimiento en el tiempo y el espacio cotidiano.
- El aspecto genérico deriva también de la tradición popular: en Las Galas del difunto hay una tradición del entremés y folletín. En los Cuernos de don Friolera hay una tradición de la farsa. Y en La hija del capitán encontramos referencias del sainete y folletín.
-  Valle crea obras cuyo aspecto estético-formal nace del choque de la visión trágica del mundo y de la estética que nacen de las formas populares que provocan la risa.

## Título
Martes de Carnaval no hace referencia a la fecha según la cual se calcula el momento del Carnaval, un martes, sino más bien al plural del dios de la guerra Marte. Según el código del esperpento el dios queda degradado a un simple disfraz cómico. Así, Martes de Carnaval hace referencia a varios disfraces de Marte, o  varios Marte celebrando el carnaval. Desde el título queda claro el espíritu esperpéntico de la obra y la crítica al honor en sentido calderoniano.

## Representaciones
Junto a las distintas escenificaciones individuales, las tres obras que componen la trilogía se escenificaron por primera vez juntas en 1995 en el Teatro María Guerrero de Madrid, con dirección de Mario Gas y un elenco que incluía a Dorotea Bárcena, Mercé Pons, Walter Vidarte, Pilar Bardem, Marc Martínez, Pepón Nieto, Alfonso del Real y José María Escuer.
En 2008 se representó para Televisión española, con Juan Luis Galiardo como don Friolera, Juan Diego como Pachequín, Adriana Ozores, Magüi Mira, Paco Tous, Pilar Bardem, Jesús Franco, Luis Pérezagua, Antonio Gamero y Pepón Nieto.